# Hollie Cunningham
Pour les articles homonymes, voir Cunningham.
Pas d'image ? Cliquez ici

a Compétitions nationales et continentales officielles uniquement.

b Matchs officiels uniquement.
Dernière mise à jour le 3 août 2025.
Hollie Cunningham, née le 4 juin 1999 à Bristol (Angleterre), est une joueuse internationale écossaise de rugby à XV évoluant au poste de deuxième ligne. Elle joue aux Bristol Bears.

## Biographie
Hollie Cunningham naît le 4 juin 1999 à Bristol en Angleterre. Elle est d'origine écossaise par sa grand-mère paternelle, née à Aberdeen,. Hollie Cunningham ignore tout de cette ascendance et l'apprend par hasard au détour d'une conversation en famille.
En 2025, elle joue aux Bristol Bears.
Elle n'a, début 2025, aucune sélection en équipe d'Écosse quand elle est retenue pour le Tournoi des Six Nations. Elle honore sa première sélection internationale le 22 mars, contre le pays de Galles. Elle se blesse aux ischios contre la France lors de la deuxième journée et rate la suite de la compétition. Elle doit se faire opérer et n'est pas remise à temps pour la Coupe du monde.

## Palmarès
- Finaliste du Championnat d'Angleterre en 2024.